# Stadio Marcolino de Castro
Lo stadio Marcolino de Castro (in portoghese: Estádio Marcolino de Castro) è uno stadio di calcio situato a Santa Maria da Feira, in Portogallo. Fu inaugurato il 16 settembre 1962 con la partita tra il Feirense, la squadra di cui ospita le partite, e il Beira-Mar.